# Rohizno, Jîdaciv
Rohizno (în ucraineană Рогізно) este un sat în comuna Berejnîțea din raionul Jîdaciv, regiunea Liov, Ucraina.

## Demografie
Componența lingvistică a localității Rohizno
     Ucraineană (99,72%)
     Alte limbi (0,28%)
Conform recensământului din 2001, majoritatea populației localității Rohizno era vorbitoare de ucraineană (99,72%), existând în minoritate și vorbitori de alte limbi.